# Mischocyttarus capichaba
Mischocyttarus capichaba är en getingart som beskrevs av Zikan 1949. Mischocyttarus capichaba ingår i släktet Mischocyttarus och familjen getingar. Inga underarter finns listade i Catalogue of Life.